# 波蘭的基督教化

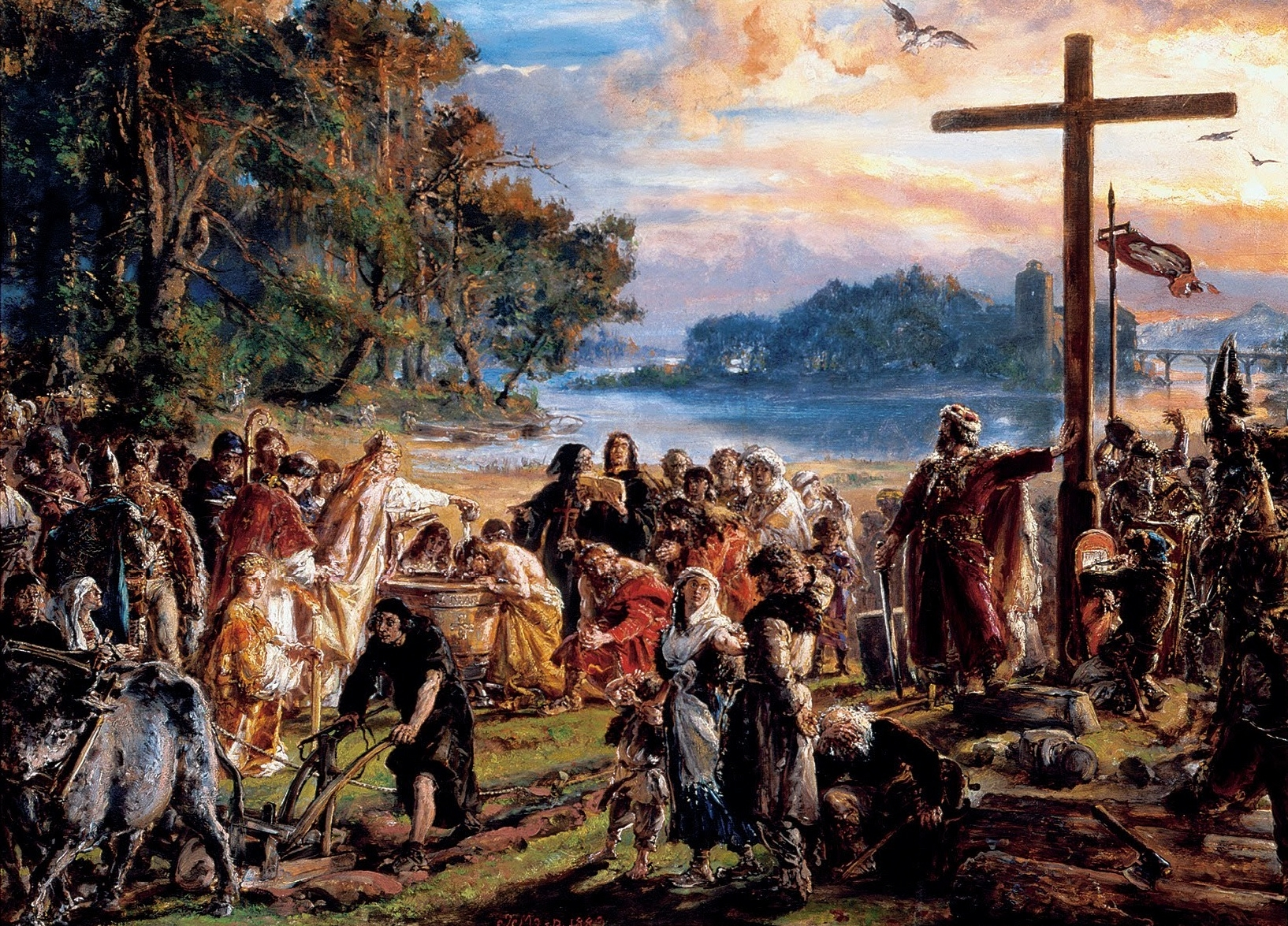
Christianization of Poland A.D. 966. by Jan Matejko

波蘭的基督教化（波蘭語：chrystianizacja Polski）指基督宗教傳入波蘭，並在波蘭境內盛行的過程；這最終使基督宗教、尤其是天主教會，成為波蘭人的主要信仰。此過程始於波蘭受洗（chrzest Polski），也就是梅什科一世個人的受洗，而梅什科一世在後來成了波蘭的首位統治者。受洗典禮的舉行日期為西元966年4月14日的聖週六，確切地點至今歷史學者仍有爭議，但最有可能位在波茲南或格涅茲諾這兩座城市之一。一般認為，梅什科之所以會接受基督信仰，主要是受其妻子波希米亞的杜布拉娃所影響。  
基督信仰在波蘭境內的傳布雖耗時幾個世紀，最終還是開花結果，而波蘭也在幾十年內，晉升教宗與神聖羅馬帝國所承認的歐洲國家行列。部分歷史學者將波蘭受洗一事視為波蘭建國的開端 。由於原先波蘭絕大多數人口皆非基督徒，故其基督教化的過程非常漫長而艱鉅，直至西元1030年代異教徒勢力起義，波蘭的基督教化才算告終。

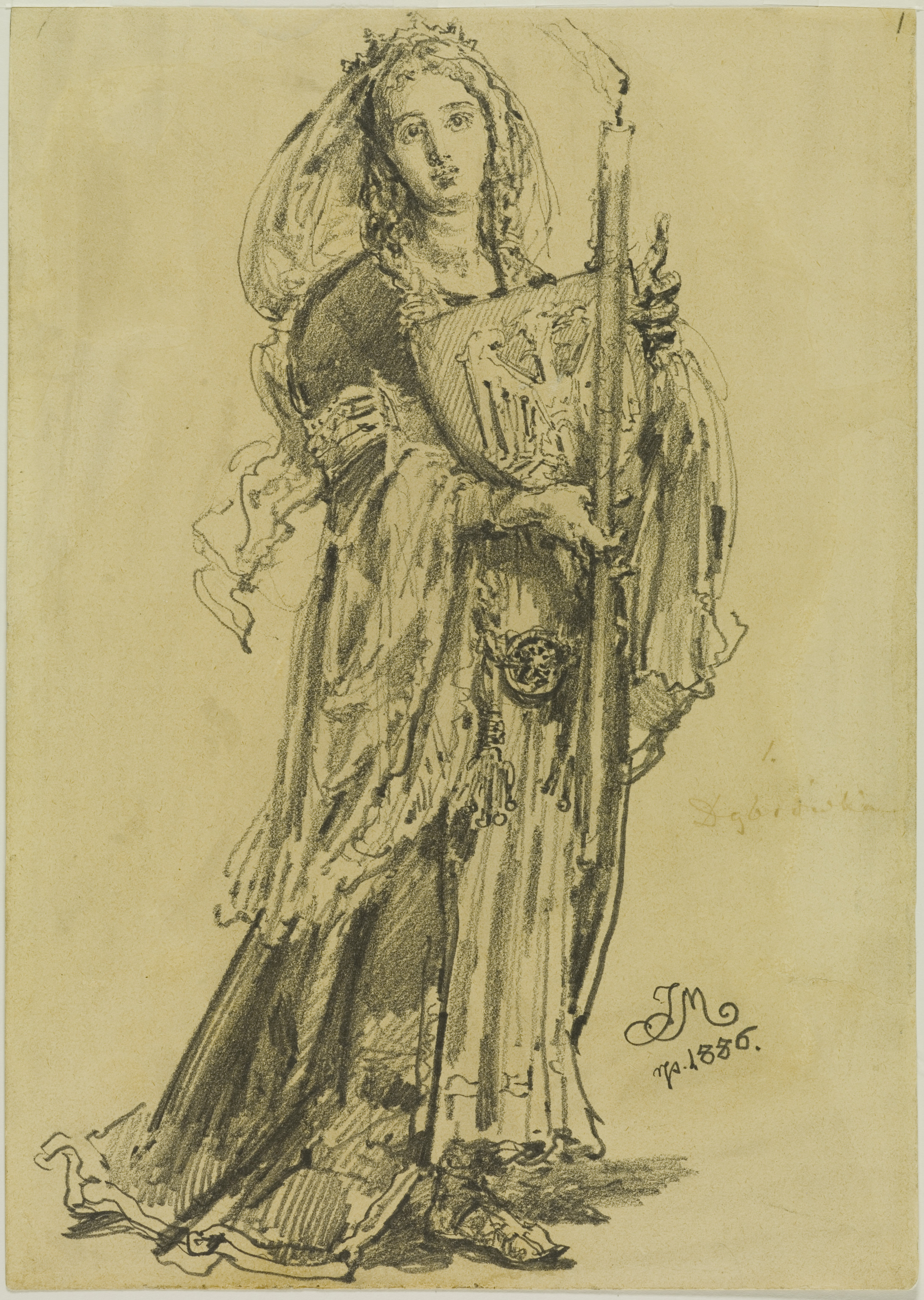
Dobrawa, Mieszko's wife who played a major role in Poland's conversion to Christianity.

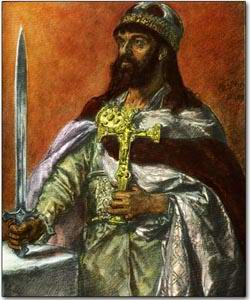
Mieszko I, the first Christian ruler of Poland. Depicted by Jan Matejko as holding a crucifix in an allusion to the Baptism of Poland.

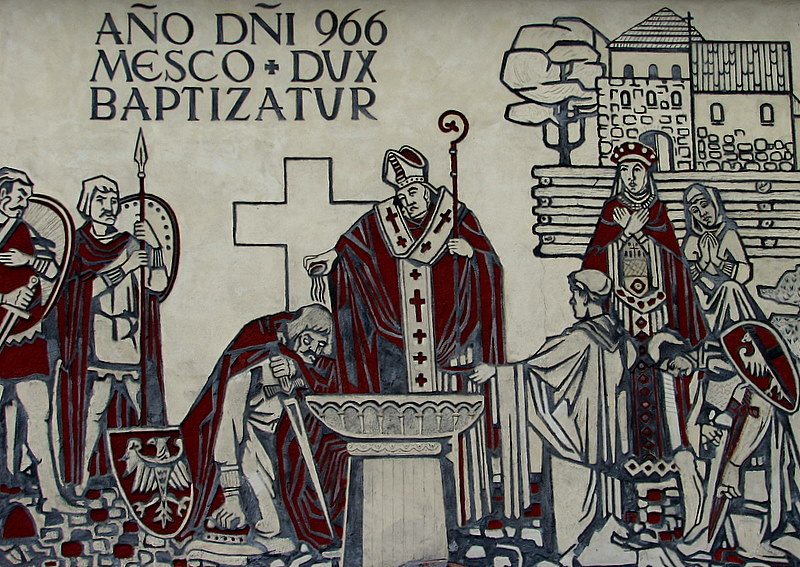
Contemporary mural in Gniezno commemorating the baptism of Poland.

## 註解
1. ↑  Halina Lerski. . ABC-CLIO. 1996-01-30: 104–105  [2012-04-05]. ISBN 978-0-313-03456-5. （原始内容存档于2019-09-09）.
2. ↑  Chrystianizacja Polski południowej. Materiały sesji naukowej odbytej 29 czerwca 1993 roku, Kraków, 1994
3. ↑  Jerzy Lukowski; W. H. Zawadzki. . Cambridge University Press. 2006-07-06: 9–10  [2012-04-05]. ISBN 978-0-521-85332-3. （原始内容存档于2020-01-02）.
4. ↑  Geneviève Zubrzycki. . University of Chicago Press. 2006-09-15: 64  [2012-04-05]. ISBN 978-0-226-99304-1. （原始内容存档于2021-03-10）.